# Parti Socialiste
 Denne artikel omhandler det franske parti. Opslagsordet har også en anden betydning, se Parti Socialiste (Belgien).
Parti Socialiste (PS) var indtil 2017 det største venstreorienterede politiske parti i Frankrig. Partiets ideologi er socialdemokratismen og det er medlem af Socialistisk Internationale.
Partiet blev grundlagt i 1969, hvor det erstattede Den franske sektion af arbejdernes Internationale (SFIO), der var oprettet i 1905 som den franske afdeling af Anden Internationale. PS kom første gang til magten under Den Femte Republik med François Mitterrands sejr ved præsidentvalget i 1981. Forud for valget var et samarbejde med det franske kommunistparti brudt sammen, hvilket formentlig har været medvirkende til, at PS fik så godt et resultat, som tilfældet var. Mitterrand, der havde været leder af partiet siden 1971, var dets mest fremtrædende politiker i perioden. I 2012 vandt François Hollande det franske præsidentvalg for PS.
Mitterrand genvalgtes som præsident 1988. Under hans embedsperiode gennemgik Frankrig en række reformer, bl.a. nationaliseredes banker, forsikringsselskaber og forsvarsindustrien. Partiet arbejdede for at øge arbejdernes løn samtidig med at man ville mindske den ugentlige arbejdstid. Det blev gennemført under partiets premierminister Lionel Jospin i 2002, da 35-timers ugen blev indført.
I forbindelse med Mitterrands valg til præsident i 1981 fik partiet som en del af en koalition også flertallet i Nationalforsamlingen for første gang. Fra 1986 til 1988 var premierministeren imidlertid af gaullisme|gaullistisk observans; da besad den senere præsident Jacques Chirac nemlig embedet. I 1993 udpegede Mitterand partifællen Édouard Balladur som premierminister. Chirac vandt præsidentvalget i 1995, hvor PS opstillede Lionel Jospin. Jospin var premierminister 1997-2002.
Parti Socialistes kandidat til præsidentvalg i 2007, Ségolène Royal fik 47% af stemmerne, mens præsident Nicolas Sarkozy fik 53%. Ved det seneste valg til Nationalforsamlingen i 2007 fik partiet 24,7% af stemmerne.
Martine Aubry er – siden den 25. november 2008 – partiets førstesekretær (formand).
Parti Socialistes kandidat til præsidentvalg i 2012 , François Hollande, fik 52 % af stemmerne mod Nicolas Sarkozy og vinder. Ved det seneste valg til Nationalforsamlingen i 2012 fik partiet 29.3% af stemmerne og vinder absolut flertal i anden runde.

## Liste over resultater af Parti Socialiste

### Frankrigs præsidentvalg
| År   | Kandidat            | Første runde | Anden runde |
| ---- | ------------------- | ------------ | ----------- |
| 1969 | Gaston Defferre     | 5.01 %       | -           |
| 1974 | François Mitterrand | 43.25 %      | 49.19 %     |
| 1981 | François Mitterrand | 25.85 %      | 51.76 %     |
| 1988 | François Mitterrand | 34.11 %      | 54.02 %     |
| 1995 | Lionel Jospin       | 23.30 %      | 47.36 %     |
| 2002 | Lionel Jospin       | 16.18 %      | -           |
| 2007 | Ségolène Royal      | 25.87 %      | 46.94 %     |
| 2012 | François Hollande   | 28.63 %      | 51,64 %     |

### Nationalforsamlingsvalg
| År   | Stemme (i første runde) | Mandater |            |
| ---- | ----------------------- | -------- | ---------- |
| 1973 | 4 579 888               | 89/488   | Opposition |
| 1978 | 6 412 819               | 104/491  | Opposition |
| 1981 | 9 077 435               | 266/491  | Regeringen |
| 1986 | 8 693 939               | 206/491  | Opposition |
| 1988 | 8 493 702               | 260/577  | Regeringen |
| 1993 | 4 415 495               | 57/577   | Opposition |
| 1997 | 5 961 612               | 255/577  | Regeringen |
| 2002 | 6 086 599               | 140/577  | Opposition |
| 2007 | 6 436 136               | 186/577  | Opposition |
| 2012 | 7 618 326               | 280/577  | Regeringen |

## Partiformænd
- Alain Savary
1969-1971
- François Mitterrand
1971-1981
- Lionel Jospin
1981-1988
- Pierre Mauroy
1988-1992
- Laurent Fabius
1992-1993
- Michel Rocard
1993-1994
- Henri Emmanuelli
1994-1995
- Lionel Jospin
1995-1997
- François Hollande
1997-2008
- Martine Aubry
2008-2012
- Harlem Désir
Fra 2012